# تسيهاي هوكينز
تسيهاي هوكينز (بالإنجليزية: Tsehay Hawkins)‏ هي راقصة ومغنية أسترالية، ولدت في 15 نوفمبر 2005 في أديس أبابا في إثيوبيا.

## وصلات خارجية
- تسيهاي هوكينز على موقع ميوزك برينز (الإنجليزية)